# 舍皮洛韋
48°22′13″N 30°31′9″E / 48.37028°N 30.51917°E
舍皮洛韋（烏克蘭語：Шепилове）是烏克蘭中部的村莊，隸屬基洛夫格勒州的霍洛瓦尼夫斯克區。該村始建於1764年，面積1.62平方公里，海拔高度173米，2001年人口574，人口密度每平方公里355.2人。